# Lloyd Austin
Lloyd James Austin III (Mobile, 8 agosto 1953) è un ex generale e politico statunitense, segretario della difesa nell'amministrazione Biden dal 2021 al 2025.

## Biografia
Austin è nato nel 1953 a Mobile, in Alabama, ed è cresciuto a Thomasville, in Georgia. Si è laureato presso l'Accademia Militare degli Stati Uniti di West Point con un Bachelor of Science ottenuto nel 1975. In seguito ha conseguito un Master of Arts presso il College of Education della Auburn University nel 1986 e un Master in Business Administration in gestione aziendale presso la Webster University nel 1989.

## Carriera militare
Dopo la laurea a West Point, Austin fu assegnato con il grado di sottotenente alla 3ª Divisione di fanteria meccanizzata in Germania. In seguito è stato assegnato alla 82ª divisione aviotrasportata a Fort Bragg, nella Carolina del Nord, dove ha comandato la compagnia di supporto al combattimento, 2º battaglione (Airborne), 508º fanteria e ha servito come assistente S- 3 (Operazioni) per la 1ª Brigata, 82ª Divisione aviotrasportata. Nel 1981, Austin fu assegnato a Indianapolis, Indiana, dove era l'ufficiale delle operazioni per il Comando di reclutamento del distretto di Indianapolis dell'esercito. Dopo aver completato questo incarico, ha frequentato la Auburn University, dove ha completato gli studi per un master in pedagogia. Fu quindi assegnato all'Accademia militare di West Point, New York, dove prestò servizio come ufficiale tattico della compagnia per l'E-1. 

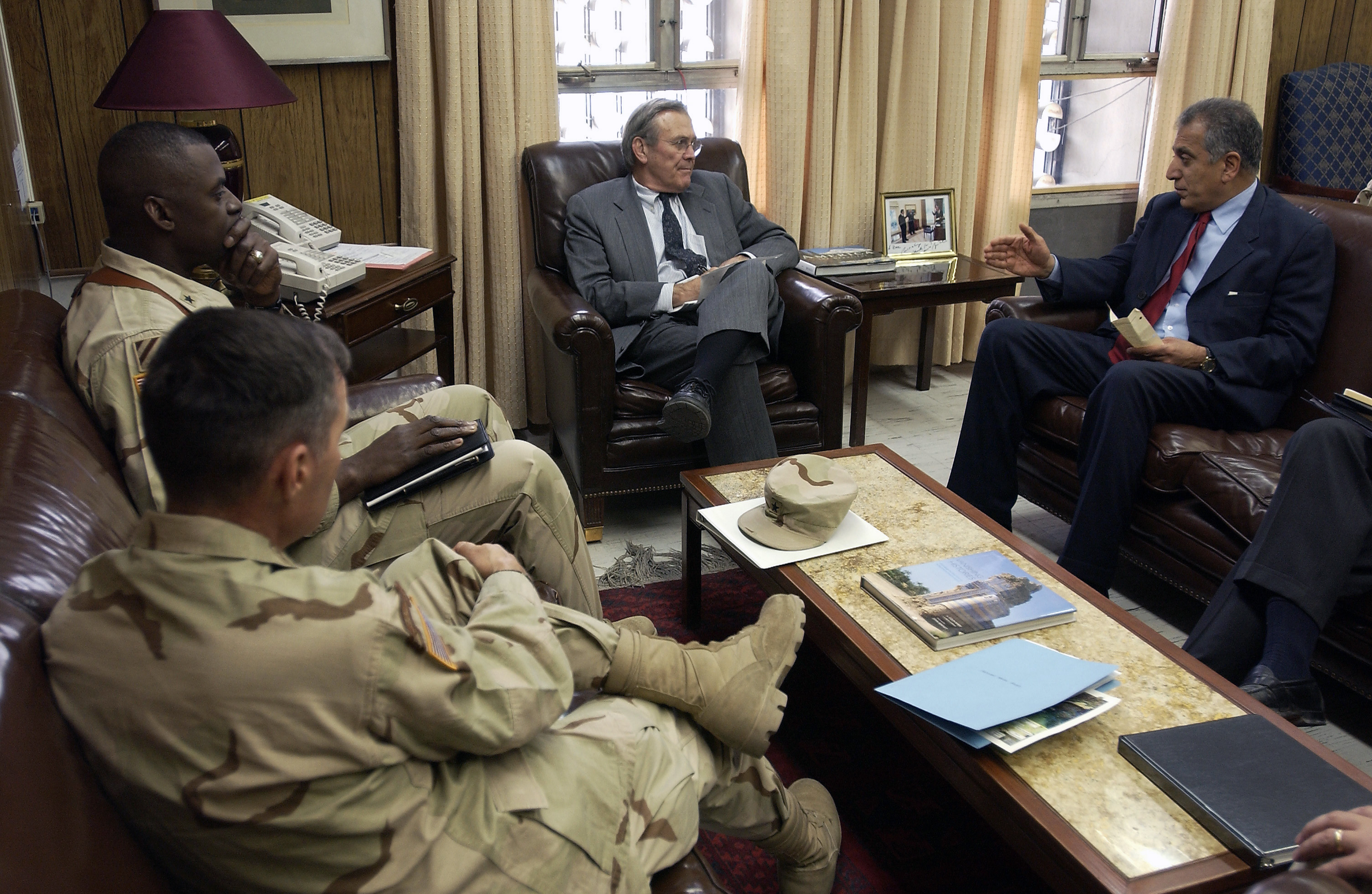
Il brigadiere generale Lloyd Austin durante l'incontro con il segretario della difesa Donald Rumsfeld a Kabul, in Afghanistan, il 4 dicembre 2003

Dopo la sua selezione e il successivo completamento del corso presso il Command and General Staff College di Fort Leavenworth in Kansas, è stato assegnato alla 10th Mountain Division (fanteria leggera), Fort Drum, Stato di New York, dove ha servito come S-3 (operazioni) e successivamente ufficiale esecutivo per il 2º Battaglione, 22º Fanteria. Nel 1993, Austin tornò poi nella 82ª divisione aviotrasportata a Fort Bragg, nella Carolina del Nord, dove comandò il 2º battaglione (aviotrasportato), 505º fanteria. In seguito ha comandato la 3ª Brigata della 82ª Divisione aviotrasportata a Fort Bragg, Nord Carolina.
Poco dopo il comando della brigata fu assegnato al Pentagono ad Arlington, in Virginia, dove prestò servizio come capo della divisione operazioni congiunte, J-3, nello stato maggiore. Il suo incarico successivo è stato come Assistente per la manovra (ADC-M) al comandante della 3ª divisione di fanteria (meccanizzata), Fort Stewart, Georgia. Come ADC-M, ha contribuito a guidare l'invasione dell'Iraq da parte della divisione nel marzo 2003. Austin è stato premiato con una Silver Star per le sue azioni come comandante durante l'invasione.
Austin ha servito dal settembre 2003 all'agosto 2005 come comandante della 10ª divisione da montagna (fanteria leggera), con la qualifica ulteriore di comandante della Combined Joint Task Force 180 durante la guerra in Afghanistan. La sua posizione successiva è stata quella di capo di stato maggiore del Comando Centrale degli Stati Uniti presso la MacDill AFB, a Tampa, in Florida, dal settembre 2005 all'ottobre 2006. 

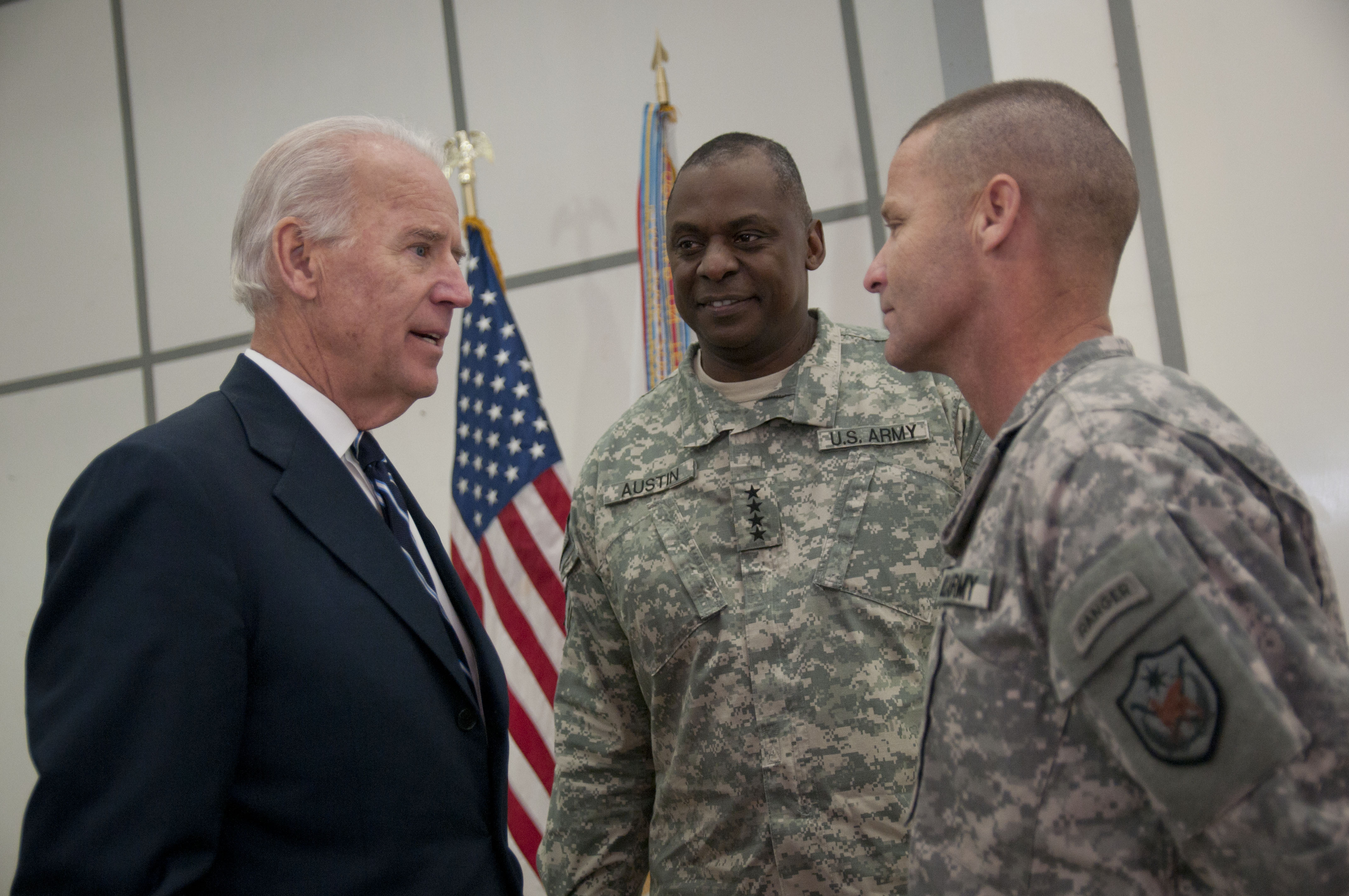
Il vice presidente Joe Biden, Llyod Austin, e il sergente maggiore Earl Rice, in Iraq nel 2011

L'8 dicembre 2006 Austin è stato promosso tenente generale e ha assunto il comando del XVIII° Airborne Corps di Fort Bragg, Nord Carolina. Nel febbraio 2008 Austin è diventato il secondo comandante di grado più alto in Iraq, assumendo il comando del Corpo multinazionale - Iraq (MNC-I), dirigendo in tale veste le operazioni in tutti i settori dell'Iraq. Austin ha ceduto il comando del XVIII° Corpo per diventare capo dello stato maggiore congiunto nell'agosto 2009.

### Comandante generale in Iraq
Il 1º settembre 2010 Austin è diventato il comandante generale (CG) delle forze armate degli Stati Uniti in Iraq (USF-I) durante una cerimonia al Palazzo Al-Faw a Baghdad. Ha preso il posto del generale Ray Odierno. [10] [11] In qualità di CG USF-I, Austin era il comandante militare più anziano nonché responsabile di tutte le forze della coalizione statunitensi in Iraq la cui missione era di consigliare, addestrare, assistere ed equipaggiare le forze armate irachene e le agenzie di sicurezza che fanno parte del ministero dell'interno. Come comandante, Austin ha richiesto una presenza di truppe aggiuntive in Iraq, portandole da 14.000 a 18.000 uomini. 

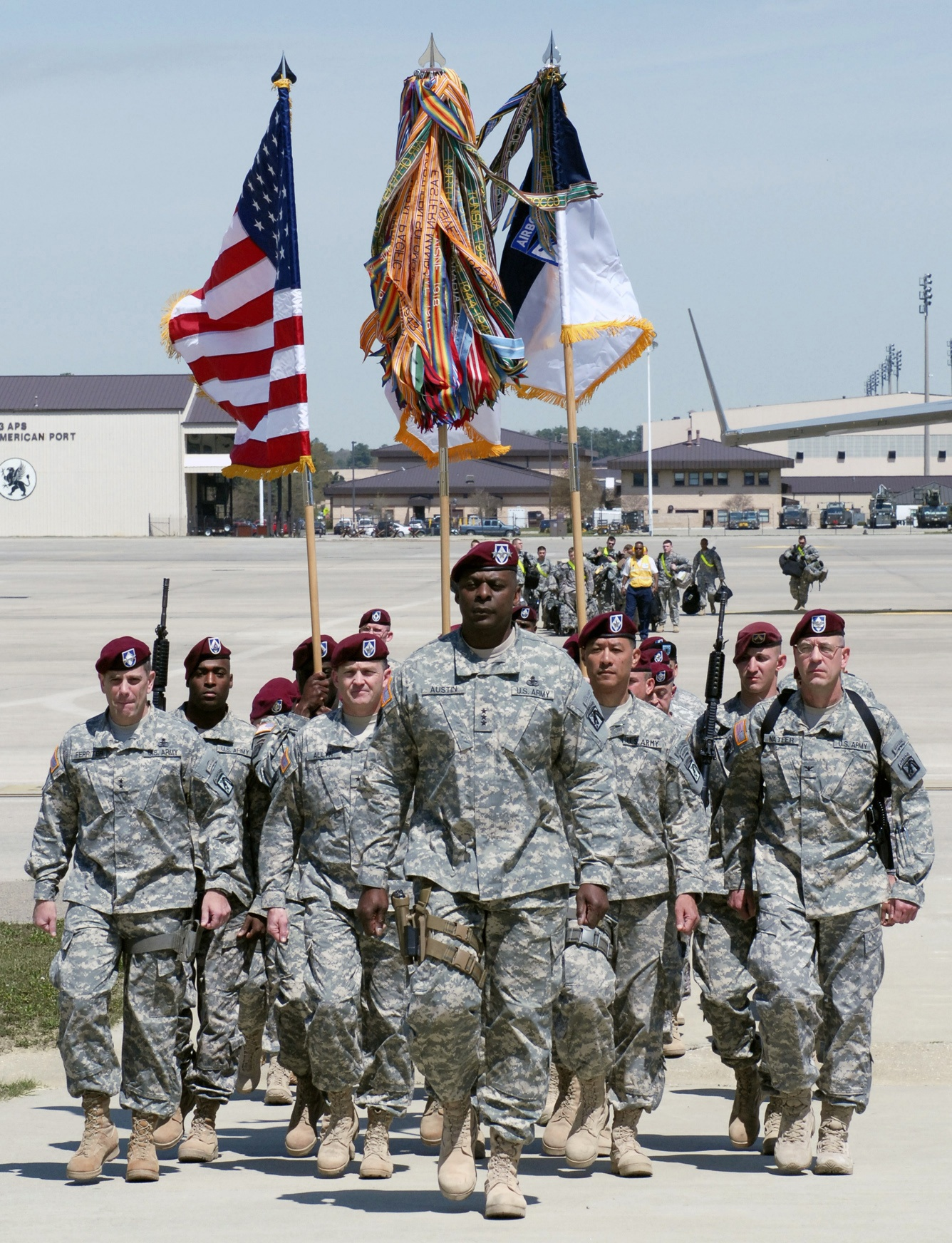
Il gruppo di comando del XVIII Airborne Corps ritorna negli Stati Uniti dall'operazione Iraqi Freedom nell'aprile 2009; Austin è in primo piano

Austin ha supervisionato la transizione dall'operazione Iraqi Freedom e le operazioni di combattimento all'operazione New Dawn e le operazioni di stabilità incentrate sulla consulenza, l'assistenza e l'addestramento delle ISF. È stato ampiamente coinvolto nelle discussioni interne degli Stati Uniti e poi nei negoziati con il governo iracheno che hanno portato alla firma dell'accordo di partenariato strategico. Opponendosi al ritiro totale degli Stati Uniti, Austin preferiva che gli Stati Uniti mantenessero oltre 10.000 soldati in Iraq dopo il 2011 e approvò la pianificazione del personale per un massimo di 20.000 soldati. Ha diretto il ritiro delle forze e la ridistribuzione di circa 50.000 uomini. Austin, insieme ad altri membri dello staff USF-I, lasciò l'Iraq il 18 dicembre 2011. 
Prima del CENTCOM, dal 31 gennaio 2012 al 22 marzo 2013, il generale Austin è stato il 33° vice capo di stato maggiore dell'esercito degli Stati Uniti ed è stato l'ultimo comandante generale delle forze statunitensi di stanza in Iraq nell'operazione New Dawn, che si è conclusa il 18 dicembre 2011.
Nel 2013 è diventato capo del Comando Centrale dell'esercito americano (CENTCOM), da dove diresse in particolare le azioni della coalizione contro lo Stato Islamico. Tuttavia, è stato criticato per aver esagerato il successo degli attacchi aerei contro il gruppo terroristico. Ha anche dovuto spiegare al Congresso nel 2015 il fiasco di un programma da 500 milioni di dollari per addestrare i ribelli siriani, che alla fine sono rimasti solo "quattro o cinque" a combattere.
È stato consigliere della società di consulenza aziendale WestExec Advisors, che lavora in particolare con l'industria delle armi. È anche membro principale nel fondo di investimento di Pine Island Capital Partners e siede nel consiglio d'amministrazione di Raytheon.

## Segretario della difesa
Il 7 dicembre 2020 la stampa anticipava la sua nomina a Segretario della Difesa nell'amministrazione di Joe Biden entrando successivamente in carica il 22 gennaio 2021.

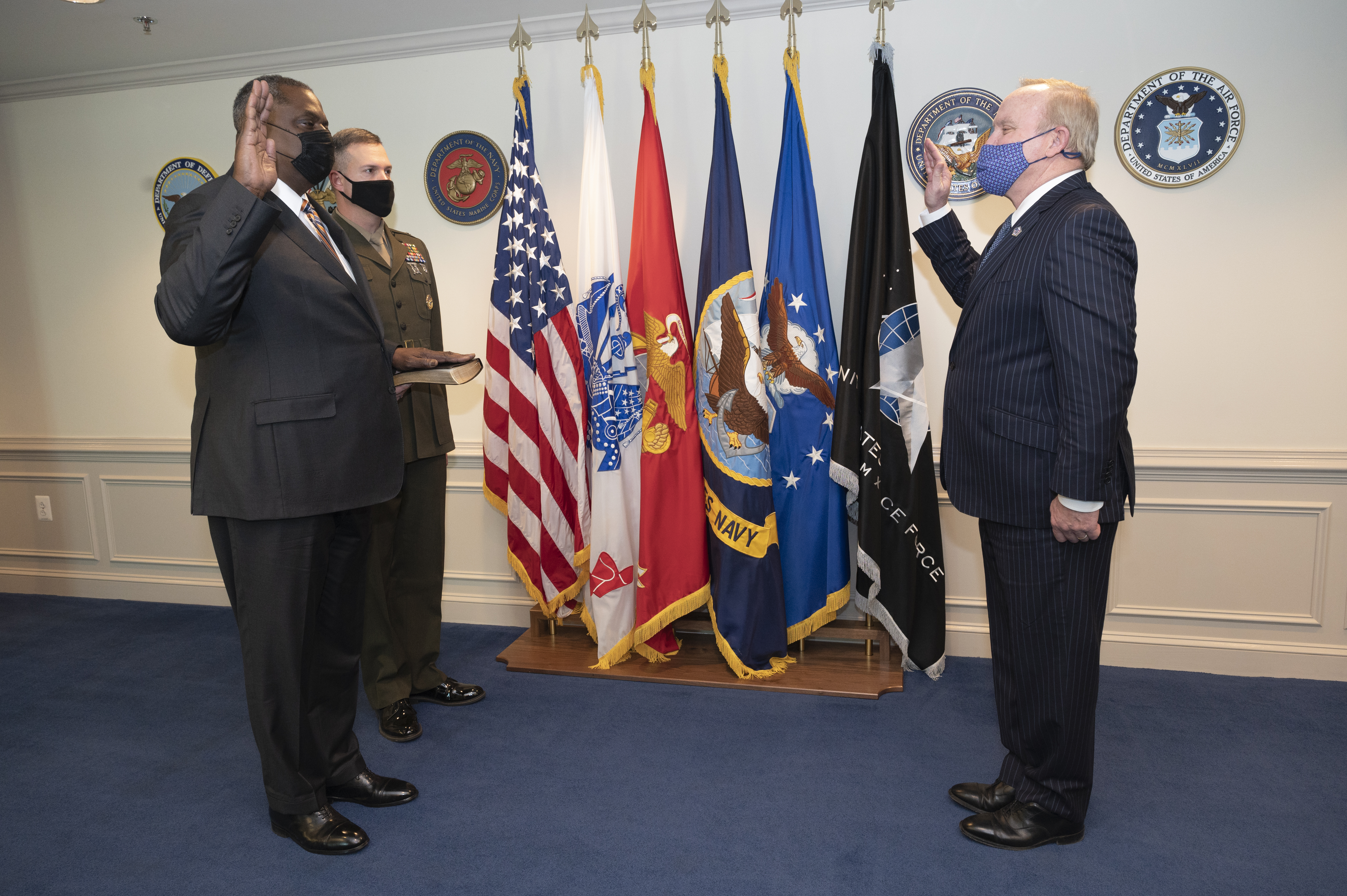
Austin mentre giura come segretario della difesa al Pentagono il 22 gennaio 2021

Essendosi ritirato dal servizio militare attivo da meno di 7 anni, è stata approvata una deroga speciale al National Security Act per potergli consentire di ricoprire l'incarico, così come già avvenuto per James Mattis dell'amministrazione Trump e ancor prima, nel 1950, per il generale Marshall, scelto da Harry Truman.
I suoi legami con la lobby delle armi hanno attirato aspre critiche. Per esempio, secondo la giornalista Sarah Lazare: "La persona che Biden avrebbe scelto per dirigere il Dipartimento della Difesa è un membro del consiglio di amministrazione di Raytheon, un fornitore chiave di bombe per la guerra congiunta di USA ed Arabia Saudita in Yemen che ha fatto pressione in modo aggressivo contro il taglio delle vendite di armi alla coalizione a guida saudita. Lloyd Austin si è impegnato a vendere la sua partecipazione in Raytheon entro tre mesi dalla sua nomina governativa per evitare un conflitto di interessi, che lo avrebbe portato a pagare una sanzione di 1,7 milioni di dollari secondo la stampa.

## Vita privata
Cattolico, descritto come un uomo "intensamente riservato", Austin è sposato da oltre 40 anni con Charlene Denise Banner. Charlene ha fatto parte del Military Family Research Institute presso la Purdue University. Ha due figli.